# Stoechiometrie

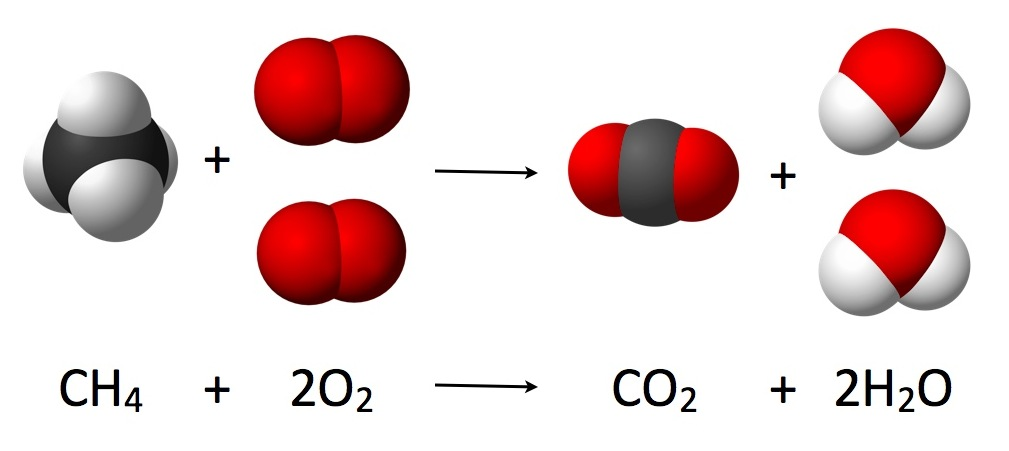
Exemplu de reacție stoechiometrică: arderea metanului

Stoechiometria (sin. stoichiometrie, stechiometrie) este o ramură a chimiei care studiază raporturile cantitative dintre elemente, în combinații sau în reacții chimice.

## Matrice stoichiometrică
Pentru reacții complexe, stoichiometriile sunt reprezentate compact printr-o matrice stoichiometrică, notată cu simbolul {\displaystyle \mathbf {N} }. Dacă rețeaua multireacție are {\displaystyle {\mathit {n}}} reacții și {\displaystyle {\mathit {m}}} specii moleculare, matricea stoichiometrică va avea {\displaystyle {\mathit {m}}} linii și {\displaystyle {\mathit {n}}} coloane.
De exemplu, considerând sistemul de reacții:
S1 → S2
5S3 + S2  → 4S3 + 2S2
S3 → S4
S4  → S5.
Sistemul constă din patru reacții și cinci specii moleculare diferite. Matricea stoichiometrică pentru acest sistem poate fi scrisă ca:
{\displaystyle \mathbf {N} ={\begin{bmatrix}-1&0&0&0\\1&1&0&0\\0&-1&-1&0\\0&0&1&-1\\0&0&0&1\\\end{bmatrix}}}
unde coloanele corespund la S1, S2, S3, S4 și S5 respectiv. 
Transformarea unei scheme de reacții într-o matrice stoichiometrică poate cauza pierderea unor detalii, de exemplu, stoichiometriile în a doua reacție sunt simplificate prin includerea în matrice. Aceasta înseamnă că nu e întotdeauna posibil de a alcătui schema originală de reacții dintr-o matrice stoichiometrică.

### Matrice atomică în amestecuri
Conservarea atomilor în amestecuri se exprimă prin matricea atomică, care are ca elemente numerele de atomi ni din elementul chimic e în compusul i.

## Aspecte cinetice
Deseori matricea stoichiometrică este combinată cu vectorul vitezei de reacție vr într-o ecuație compactă descriind viteza de transformare a speciilor moleculare:
{\displaystyle {\frac {d\mathbf {S} }{dt}}=\mathbf {N} \cdot \mathbf {v} .}

## Exemple de calcule stoechiometrice

### Exemplul 1
Să se determine masa sulfurii de fier rezultată din combinarea a 100 de grame de fier cu sulf.
Se scrie ecuația chimică a reacției:
{\displaystyle Fe+S=FeS.}
Deoarece fierul are masa atomică 56, iar sulful 32, din 56 grame de fier se obțin 56+32=88 grame sulfură și se stabilește proporția:
{\displaystyle {\frac {100}{56}}={\frac {x}{88}},}
de unde
{\displaystyle x={\frac {88\cdot 100}{56}}=157,14\;g\;FeS.}

### Exemplul 2
Să se determine volumul amoniacului format prin combinarea a 300 de litri de hidrogen cu azot, gazele rezultate fiind în aceleași condiții de temperatură și presiune.
Se scrie ecuația chimică:
{\displaystyle 3H_{2}+N_{2}=2NH_{3},}
de unde se deduce că din 3 volume de hidrogen se obțin 2 volume de amoniac și se stabilește proporția:
{\displaystyle {\frac {300}{3}}={\frac {x}{2}}.}
Rezultă:
{\displaystyle x={\frac {300\cdot 2}{3}}=200\;l\;NH_{3}.}